# Heinrich Keller (Pädagoge)

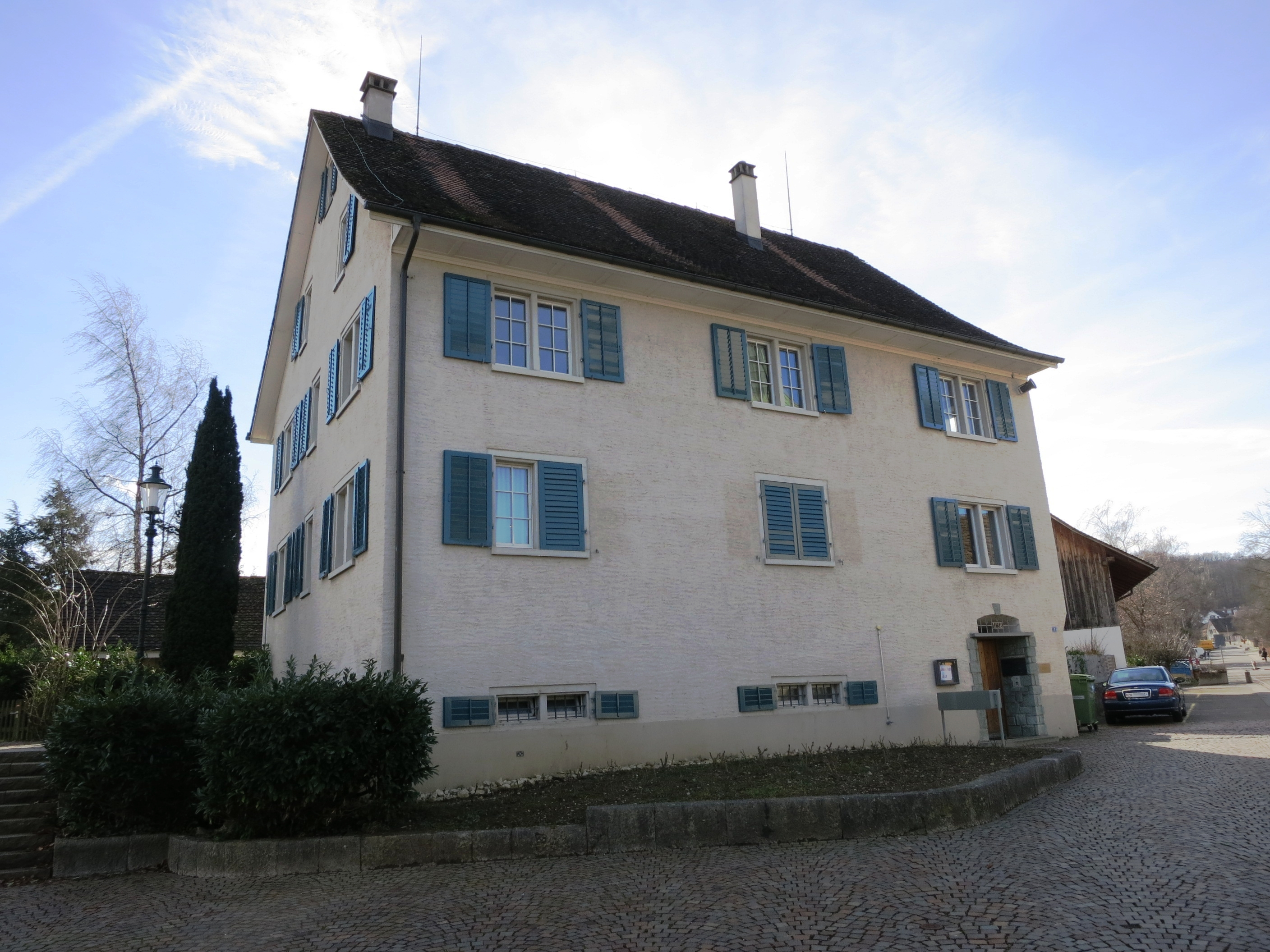
Ehemaliges Pfarrhaus Schlieren von 1737

Heinrich Keller (* 18. Februar 1728 in Zürich; † 18. Juli 1802 in Schlieren) war ein reformierter Pfarrer und erster Gehörlosenlehrer (Taubstummenlehrer) der Schweiz.

## Leben
Heinrich Keller wuchs in Zürich als Sohn des Waagmeisters Hans Rudolf Keller und der Anna Maria Nüscheler auf. Er studierte Theologie am Carolinum in Zürich und wurde 1750 ordiniert. 1759 wurde er an die reformierte Pfarrstelle in Schlieren gewählt.
Von der Bewegung zum Wohl der Taubstummen und den Anfängen des Taubstummenunterrichts angeregt, gründete er 1777 in seinem Pfarrhaus in Schlieren die erste Taubstummenschule. Er hatte Charles-Michel de l’Epée in Paris besucht. Er begann mit der Erziehung zweier tauber Kinder, die er in einer Gruppe mit anderen gleichartig behinderten Kindern privat unterrichtete. Sprechen und Absehen (Lippenlesen) spielte in seinem Unterricht die Hauptrolle. Aufgrund seiner Erfahrungen, regte er in seinem Buch von 1786 an, das Hauptgewicht der Gehörlosenerziehung auf die Lautsprache zu legen.

## Schriften
- Heinrich Keller et al.: Meditatio de pia et circumspecta in tradendis sanctioribus disciplinis sectanda simplicitate. Drucker Gessner Offizin, Zürich 1748–1754.
- Heinrich Keller et al.: Dissertatio metaphysica qua realis mundi corporei existentia contra idealistas defenditur. Dissertation Hohe Schule Zürich, 1750. Drucker Orell & Co., Zürich 1750.
- Heinrich Keller, Johann Konrad Ulrich: Versuch über die beste Lehrmethode, Taubstumme zu unterrichten. Orell, Gessner, Füssli & Co., Zürich 1786 (Nachdruck 1888 im "Organ").